# Doriové

Erb Doriů

Doriové (italsky Doria, dříve také D'Oria) je starobylá šlechtická rodina původem z Janova, s jehož historií se rodová historie často prolíná. 
Až do 14. století se ghibellinský rod Doriů měřil s ostatními velkými janovskými feudálními rody, dalšími ghibelliny Spinoly a guelfy Fieschii a Grimaldii; po založení lidového dóžectví (1339) Doriové ztratili politickou moc, ale zachovali si vojenské a námořní tradice a funkce; v postavě admirála Andrey Dorii zastávali klíčovou funkci města, a i když tuto dominanci ztratili, stále si zachovávali význam a autoritu kvůli svému počtu, bohatství a konexím a měli dokonce i v nedávných dobách v rozhodujících okamžicích důležitý vliv. 
Během časů dali Doriové katolické církvi kardinály, arcibiskupy a biskupy a Janovské republice šest dóžat; byli to Giovanni Battista (1537–1539), Nicolò (1579–1581), Augustin (1601–1603), Ambrose, zvolený 4. května 1621 a zesnulý 12. června ještě před korunovací, Giovanni Stefano (1633–1635) a Giuseppe (1793–1795), předposlední dóže republiky.